# يورتشي
يورتشي هي بلدة في مقاطعة ده نو في ولاية صرخنداريا في أوزبكستان.